# Anthony Blaxland Stransham
Anthony Blaxland Stransham (né le 22 décembre 1805 et mort en octobre 1900) est un officier supérieur de la Royal Marines.

## Contexte
Anthony Stransham est le fils du Lieutenant-Colonel Anthony Stransham de la Royal Marines, et petit-fils du major Samuel Stransham, également de la Royal Marines, qui plante le drapeau du Royaume-Uni sur les îles Malouines en 1771, affirmant officiellement la possession des îles par le Royaume-Uni.

## Carrière militaire
Anthony Stransham entre dans la Royal Marines le 1er janvier 1823. Quatre ans après son entrée dans cette unité, il est présent en tant que subalterne à la bataille de Navarin du le 20 octobre 1827. Stransham conduit les Royal Marines au cours de la Première bataille de Canton et la Première guerre de l'opium, le 18 mars 1841. Il est blessé et promu au grade de capitaine. Il reçoit la Médaille de la Baltique, avec Charles John Napier en 1854. De 1862 à 1867, le Général Stransham est Inspecteur Général de la Royal Marines.
Plus tard dans sa carrière, en tant que général, le "Grand Homme de l'Armée de terre" devient Chevalier Grand-Croix de l'Ordre du Bain.
Il est actif pendant plus de 53 ans et prend sa retraite avec le grade de général le 24 décembre 1875.